# لو شیائوجون
لو شیائوجون (به انگلیسی: Lü Xiaojun) زاده ۲۷ ژوئن ۱۹۸۴ پر افتخارترین وزنه بردار چین است. وی مجموعاً با ۸ طلای المپیک و جهان شامل سه بار قهرمانی المپیک و پنج بار قهرمانی جهان یکی از مشاهیر وزنه برداری جهان است.